# Прва битка за Горловку
Прва битка за Горловку је један у низу оружаних сукоба између Проруских сепаратиста и Оружаних снага Украјине на почетку рата у Донбасу. Током кризе 2014. године у источним регионима Украјине, Горловка је постала један од центара делимично признате Доњецке Народне Републике, од априла 2014. овде се налази седиште И. Безлера.

## Позадина
Горловка је велики град у Доњецкој области, северно од града Доњецка. Проруски митинг окупио је 1. марта 2014. године у граду 5.000 људи. Сличне протестне акције одржане су у многим градовима југоистока Украјине.

## Сукоби
Дана 12. априла у 20:00, демонстранти су покушали да заузму Одељење унутрашњих послова града, захтевали су издавање оружја, али су овај покушај зауставили полицајци на челу са начелником Горловског одељења полиције Андрејем Кришченко. Демонстранти су 14. априла заузели градско веће и подигли заставе Русије и Доњецке Народне Републике, поред тога, активисти су успели да преузму контролу над Одељењем унутрашњих послова у Горловки. Део полиције Горловке прешао је на страну ДНР. Дана 17. априла 2014. године, Владимира Рибака, посланика градског већа Горловке, киднаповали су проруски активисти у Горловки непосредно након митинга који је организован у знак подршке градоначелнику Јевгенију Клепу. На крају алтернативног митинга „За јединствену Украјину“, Рибак је отишао у зграду градског већа да се састане са начелником, али су га присталице „Доњецке републике“ спречиле да уђе у зграду. Владимир Рибак је током догађаја покушао да уклони заставу самопроглашене „Доњецке Народне Републике“, враћајући тамо заставу Украјине. Након вербалног окршаја, дошло је до туче пред сведоцима, што је забележено на видео снимку. Његово тело је 22. априла пронађено у реци Казени Торетс у близини села Рајгородок, Доњецка област, са знацима насилне смрти и идентификовано од стране његове супруге. 30. априла град је дошао под контролу ДНР

## Последице
Дана 14. јуна, јуришник Су-24 украјинског ратног ваздухопловства извршио је ваздушни удар на АТЦ града у коме се налазио штаб присталица ДНР, након чега је авион оборен. Након повлачења снага ДНР из Славјанска и Краматорска на северу Доњецке области 5. јула, многи активисти су се упутили ка Горливки, која је остала под контролом ДНР.